# جنين

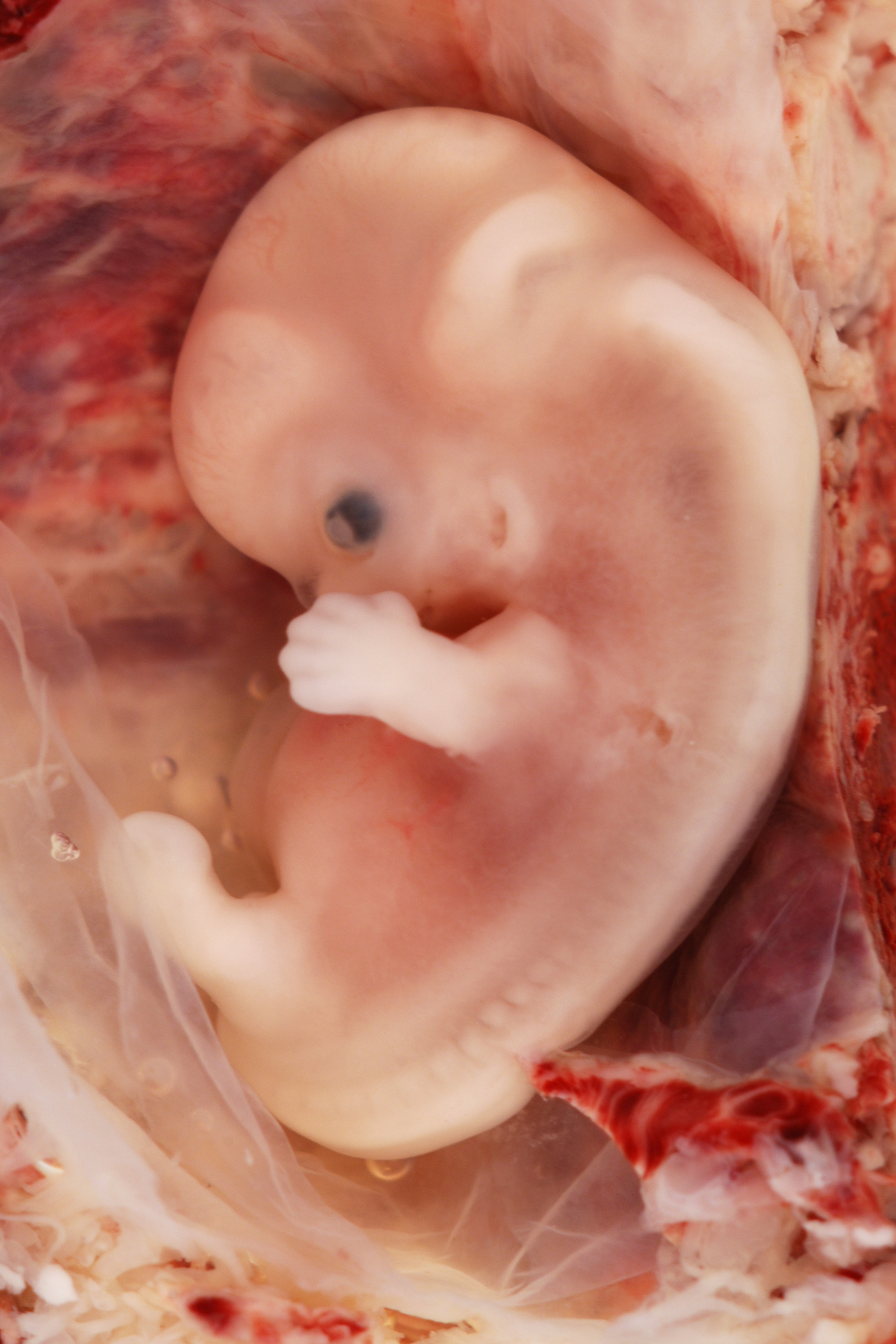
جنين بشري في الأسبوع التاسع من النمو في حمل منتبذ

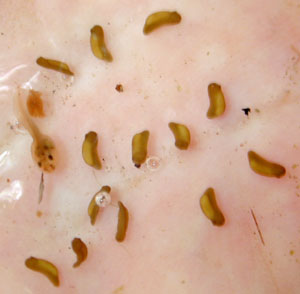
أجنة ضفادع

المُضغَة أو الجنين (باللاتينية: Embryo) هي متعضية متعددة الخلايا حقيقية النواة ثنائية الصيغة الصبغية في مراحلها الأولى من النمو.
في المتعضيات التي تتكاثر جنسيا، حالما يقوم الحيوان المنوي بتلقيح البويضة فتكون النتيجة خلية ملقحة تمتلك DNA كامل (ثنائية الصيغة) قادمة من كلا الوالدين (صيغة من الأم وصيغة من الأب). في النباتات والحيوانات وبعض الأوليات، تبدأ الخلية بالانقسام عن طريق الانقسام الخلوي لإنتاج متعضية جديدة متعددة الخلايا. يشير مصطلح الجنين إلى المراحل المبكرة من هذا النماء بعد أن تنقسم اللاقحة مرة واحدة على الأقل إلى أن يتشكل كائن حي جديد.

## التطور

### الجنين البشري

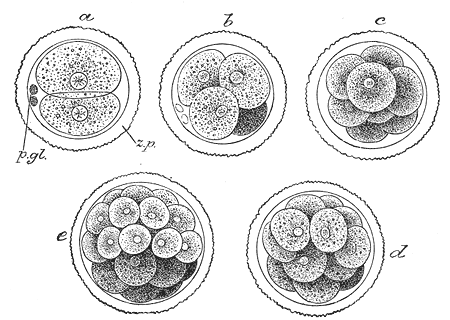
مراحل انقسام اللاقحة

في الجنين البشري، يبدأ تكون الجنين (1) بإخصاب الحيوان المنوي للبويضة، وتسمى البويضة المخصبة لاقحة. تنقسم اللاقحة بعد ذلك انقسامًا فتيليًا سريعًا دون نموٍ في الحجم ولا تمايز خليوي، وتعرف هذه العملية بالانقسام، وهي تؤدي إلى نمو الجنين.

## العوامل التي تؤثر في نمو الجنين
1- غذاء الأم:
يعتبر غذاء الأم من أهم العوامل التي تؤثر في نمو الجنين في مرحلة ما قبل الميلاد، وإن كانت أهمية الغذاء مستمرة خلال المراحل الأخرى التالية:
إن سوء تغذية الأم من أكبر الأخطار التي تهدد نمو الجنين في مرحلة ما قبل الميلاد، حيث أشارت العديد من الدراسات إلى أن الأمهات اللاتي يعانين من سوء التغذية يعجزن عن إمداد أنفسهن وأطفالهن بالغذاء الكافي والضروري اللازم للحياة، كما تبين أن سوء التغذية يؤدي إلى بطىء في نمو الجنين وتطوره. كما يؤدي سوء التغذية إلى تغييرات في نمو الجهاز العصبي للجنين حيث يؤثر الغذاء في عملية تكوين الغلاف الدهني للألياف العصبية، كما يؤدي أيضاً إلى الإقلال من عدد خلايا المخ المتوقع تكوينها في هذه المرحلة. كما أن الغذاء الجيد يجعل الأم أقل عرضة للأمراض المختلفة ومضاعفاتها، مثل الإصابة بالأنيميا أو تسمم الحمل
2- صحة الأم:

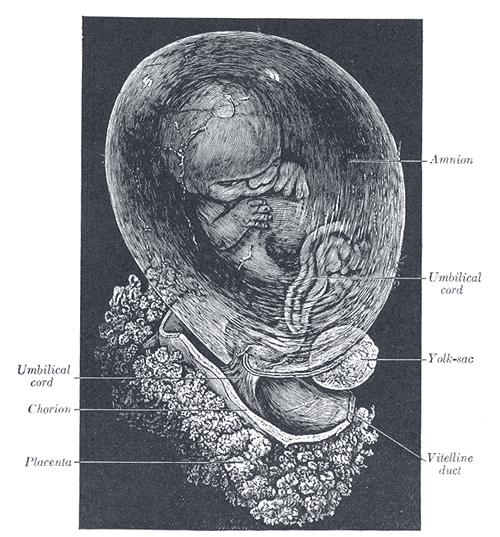
Human fetus at eight weeks. A small part of the placenta is shown at the bottom, while the fluid-filled سلى surrounds it.

إن الأمراض التي تصيب الأم أثناء الحمل خاصة في الشهور الأولى للحمل يمكن أن تؤثر تأثيراً سيئا للغاية على نمو الجنين، خاصة أن تلك الأمراض التي ترتفع فيها درجة الحرارة عن المعدل الطبيعي للإنسان.
إن إصابة الأم بالأمراض المزمنة مثل السكر أو الدرن أو الجدري، وكذلك الأمراض التناسلية مثل الزهري يمكن أن يؤدي إلى عيوب خلقية عند الأطفال خاصة في الشهور الأولى من الحمل.
كما أن إصابة الأم بالحصبة الألمانية أو الغدة النكفية خلال الشهور الأولى للحمل يجعل الإحتمال 60 % أن يولد الطفل مشوها، لأن القلب والجهاز العصبي والحواس تكون سريعة النمو في تلك الفترة ولذلك غالباً ما ينتج عن هذه الحالات إصابة الجنين بتشوهات في القلب أو الصم أو التخلف العقلي
3- عامل RH أو العامل الريزيسي:
ويرمز عامل RH أو العامل الريزيسيج إلى تركيب كيميائي معين للدم، ووجود هذا العامل أو اختفائه لا يؤثر على صحة الفرد نفسه. وقد تبين أن حوالي 85% من الأفراد يحملون (RH+) موجب بينما حوالي 15% فقط يحملون (RH-) سالب
فإذا تزوج رجل إيجابي RH بإمرأة سالبة فمن المحتمل أن تترتب على ذلك نتائج غير طيبة بالنسبة لنمو الجنين وأحيانا لحياته بصفة عامة. فإذا كان دم الطفل ايجابي RH فمن المحتمل أن يقوم دم الأم بعمل أجسام مضاده تعمل ضد RH الإيجابي الغريب على دمها. لهذا تصبح الأم خطرا يهدد الحمل الثاني، حيث إن هذه الأجسام لا تتكون إلا بعد عملية الولادة الأولى حيث تتسرب كمية من دم الطفل إلى دم الأم. وتؤدي إلى اضطراب في توزيع الأوكسجين، وعدم نضج خلايا الدم وكذلك تدمير كرات الدم الحمراء عند الجنين.
ومن حسن الحظ أن الطب قد توصل في السنوات الأخيرة إلى طريقة مبتكرة وفعالة لعلاج هذه المشكلة، عن طريق إعطاء الأم بعد الولادة مباشرة طعما واقيا يمنع تكوين مثل هذه الأجسام المضادة التي تعمل في الحمل التالي.
4- العقاقير: تؤثر العقاقير التي تتناولها الأم أثناء فترة الحمل على نمو الجنين، أن هناك بعض المواد التي تأكد الضرر في تناولها.حتى أقراص منع الحمل لها تأثيراتها الجانبية حيث تنصح الأمهات اللاتى يستخدمنها بضرورة توخي الحرص في أي يكون الحمل عقب انقطاع استخدامها مباشرة. حتى الأدوية التي تعطى للأم لتخفيف آلام الولادة قد تكون لها آثار ضارة على نمو الطفل وتطوره فيما بعد، حيث أنها تنساب خلال المشيمة.
5- الأشعة: تعتبر أشعة x من أهم العوامل ذات التأثير الخطير في نمو الطفل في مرحلة ماقبل الولادة. ويختلف هذا التأثير وفقا للفترة الزمنية التي يحدث فيها التعرض لهذه الأشعة، فعندما يحدث هذا التأثير وفقا للفترة الزمنية التي يحدث هذا التعرض في الأسبوعين الأوليين تكون النتيجة تدميرا كاملا للبويضة.أما إذا حدث التعرض في الأسبوعين الثالث حتى السادس من الإخصاب فيؤدي إلى مجموعة من التشوهات. أما أخطر أنواع الضرر التي تحدثه أشعة x هو ما يقع على جينات الطفل ولهذا تنصح الأم الحامل بتجنب التعرض للإشعاع.
6- عمر الأم:
أ - في حالة الحمل قبل العشرين:
فقد تواجه الأمهات الصغيرات اضطراب تسمم الحمل والذي أهم مظاهرها هو إرتفاع ضغط الدم وزيادة الوزن مع تورم الأطراف. كما قد يواجهن مضاعفات في المخاض وآلات الوضع المبتسره أي قبل موعدها.
ب - في حالة الحمل بعد الخامسة والثلاثين:
يزداد في هذه الحالة خاصة الحمل الأول تعرض الأم للأمراض أثناء الحمل وزيادة ضغط الدم كما يكون المخاض أطول وأصعب كما أن الطفل يكون عرضة للإصابة بخلل في عدد الكرموسومات الذي يؤدي بدوره إلى متلازمة داون
7- الحالة الانفعالية للأم: أشارت الدراسات الحديثة إلى أن الحالة الانفعالية للأم تؤثر تأثيرا كبيرا على نمو الطفل وتطوره حيث تستجيب الأم الحامل للانفعالات الشديدة مثل الضيق أو التعصب أو التوتر وذلك بإفراز كميات كبيرة من هرمون الادرينالين التي تفرزه الغدد الكظرية والذي ينساب من دم الأم إلى دم الطفل ويؤثر تأثيرا ضارا خاصة إذا زاد عن نسبة معينة.
8- مضاعفات عملية الولادة: قد تترك صعوبات عملية الولادة في بعض الحالات آثارا سيئة على نمو الطفل وتطوره فيما بعد، فنقص الأوكسجين الكافي عند الأطفال بطيئي التنفس قد يؤدي إلى خلل في الوظائف الحركية، فقد يظهر ما يسمى بالشلل الدماغي الذي ينتج من تلف خلايا المخ نتيجة نقص كمية الأوكسجين
أثناء عمليه الولادة
9- الولادة قبل الموعد: وهو عبارة عن حمل غير كامل المدة، أو ما يسمى الابتسار حيث تعتمد معدلات وفيات الأطفال الجدد على طول فترة الحمل وعلى وزن الطفل عند الميلاد.
10 - تجاوز النضج: إذا كانت الولادة قبل موعدها تؤدي إلى مشكلات في نمو الطفل فإن الولادة بعد موعدها أيضاً قد تؤثر في نمو الطفل فيما بعد. إن تأخير موعد الولادة بعد قضاء المدة المقررة له تأثير سيئ حيث يصابوا بمجموعة من الأمراض المختلفة والتي منها فقدان الشهية وبعض الاضطرابات النيورلوجية مع زيادة احتمال التعرض للولادة العسرة نتيجة الزيادة في الوزن.
كما تتناقص مقاومة الطفل لإجهاد الولادة وسوء التغذية في الفترة الأخيرة قبل الولادة.

## الهوامش
- «1»: التخلق المُضغي[7] أو تخلق الجنين[8] أو تكون المُضغة[8][9] أو تكون الجنين[9][10] أو التخلق الجنيني (بالإنجليزية: Embryogenesis)‏